# Hamilton-Centre (circonscription provinciale)
Circonscription électorale provinciale du Canada
Hamilton-Centre ((en) Hamilton Centre) est une circonscription provinciale de l'Ontario représentée à l'Assemblée législative de l'Ontario depuis 2007. Elle avait aussi existé de 1926 à 1999.

## Géographie

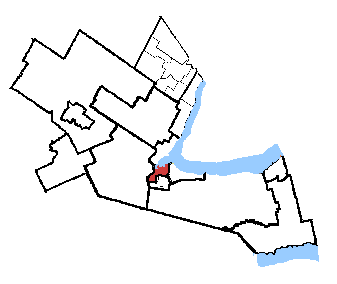
Hamilton-Centre (2007-2018)

La circonscription est située dans la région du grand Toronto, plus précisément dans la ville d'Hamilton, sur les rives de la baie de Burlington. 
Les circonscriptions limitrophes sont Hamilton-Ouest—Ancaster—Dundas, Hamilton-Est—Stoney Creek et Hamilton Mountain.

## Historique
| Législature                                                                                   | Années        | Député             | Député                           | Parti                     |
| --------------------------------------------------------------------------------------------- | ------------- | ------------------ | -------------------------------- | ------------------------- |
| Hamilton-Centre                                                                               |               |                    |                                  |                           |
| 17e                                                                                           | 1926-1929     |                    | Thomas Willian Jutten (en)       | Conservateur              |
| 18e                                                                                           | 1929-1934     |                    | Thomas Willian Jutten (en)       | Conservateur              |
| 19e                                                                                           | 1934-1937     |                    | William Frederick Schwenger (en) | Libéral                   |
| 20e                                                                                           | 1937-1938     |                    | William Frederick Schwenger (en) | Libéral                   |
| 20e                                                                                           | 1938-1943     | John Newlands (en) |                                  | Libéral                   |
| 21e                                                                                           | 1943-1945     |                    | Robert Desmond Thornberry (en)   | CCF                       |
| 22e                                                                                           | 1945-1948     |                    | Vernon Charles Knowles (en)      | Progressiste-conservateur |
| 23e                                                                                           | 1948-1951     |                    | Robert Desmond Thornberry (en)   | CCF                       |
| 24e                                                                                           | 1951-1955     |                    | Bill Warrender (en)              | Progressiste-conservateur |
| 25e                                                                                           | 1955-1959     |                    | Bill Warrender (en)              | Progressiste-conservateur |
| 26e                                                                                           | 1959-1963     |                    | Bill Warrender (en)              | Progressiste-conservateur |
| 27e                                                                                           | 1963-1967     | Ada Pritchard (en) |                                  | Progressiste-conservateur |
| 28e                                                                                           | 1967-1971     |                    | Norman Davison (en)              | Néo-démocrate             |
| 29e                                                                                           | 1971-1975     |                    | Norman Davison (en)              | Néo-démocrate             |
| 30e                                                                                           | 1975-1977     | Mike Davison (en)  |                                  | Néo-démocrate             |
| 31e                                                                                           | 1977-1981     | Mike Davison (en)  |                                  | Néo-démocrate             |
| 32e                                                                                           | 1981-1984     |                    | Sheila Copps                     | Libéral                   |
| 32e                                                                                           | 1984-1985     |                    | Mike Davison (en)                | Néo-démocrate             |
| 33e                                                                                           | 1985-1987     |                    | Lily Oddie Munro (en)            | Libéral                   |
| 34e                                                                                           | 1987-1990     |                    | Lily Oddie Munro (en)            | Libéral                   |
| 35e                                                                                           | 1990-1995     |                    | David Christopherson             | Néo-démocrate             |
| 36e                                                                                           | 1995-1999     |                    | David Christopherson             | Néo-démocrate             |
| Circonscription dissoute                                                                      |               |                    |                                  |                           |
| Circonscription issue d'Hamilton-Est, Hamilton-Ouest et Ancaster—Dundas—Flamborough—Aldershot |               |                    |                                  |                           |
| 39e                                                                                           | 2007-2011     |                    | Andrea Horwath                   | Néo-démocrate             |
| 40e                                                                                           | 2011-2014     |                    | Andrea Horwath                   | Néo-démocrate             |
| 41e                                                                                           | 2014-2018     |                    | Andrea Horwath                   | Néo-démocrate             |
| 42e                                                                                           | 2018-2022     |                    | Andrea Horwath                   | Néo-démocrate             |
| 43e                                                                                           | 2022-2023     |                    | Andrea Horwath                   | Néo-démocrate             |
| 43e                                                                                           | 2023-2023     |                    | Sarah Jama (en)                  | Néo-démocrate             |
| 43e                                                                                           | 2023-2025     |                    | Sarah Jama (en)                  | Indépendante              |
| 44e                                                                                           | 2025-en cours |                    | Robin Lennox                     | Néo-démocrate             |

## Résultats électoraux
Depuis 2007
1987-1999

## Circonscription fédérale
Depuis les élections provinciales ontariennes du 4 octobre 2007, l'ensemble des circonscriptions provinciales et des circonscriptions fédérales sont identiques.